# Lucky Star (Madonna-dal)
A Lucky Star című dal az amerikai énekesnő Madonna 1983. szeptember 9-én megjelent kislemeze debütáló Madonna című stúdióalbumáról, melyet a Sire Records jelentetett meg. A dal a 4. kimásolt kislemez volt az albumról, melynek Reggie Lucas volt a producere, azonban a dal végső változata nem tetszett Madonnának, így megkérte John "Jellybean" Benitezt, hogy ötletei alapján keverje újra a dalt, és készítsen belőle remixet. A "Lucky Star" egy közepes tempójú dal, melyben nehéz dobütések, és gitár hallatszik, melyeket magas riffben játszanak. A dalszövegben a "Lucky Star" mint mennyei csillag, – hasonlítják össze egy férfi testével.
A zenekritikusok dicsérték a dalt, és az élénk tánczene bevezetőjének nevezték. A dal az Egyesült Államokban a "Borderline" sikere után jelent meg, és 4. helyezés volt a Billboard Hot 100-as listán. A helyezések alapján ez lett az első kislemez, mely 16 egymást követő sláger lett. A dal a Dance Club Songs listán a "Holiday"-vel együtt volt helyezett. A dal Kanadában Top 10-es sláger volt, Írországban, és az Egyesült Királyságban Top 20-as helyezést ért el.
A videóklipben Madonna fehér háttér előtt táncol táncosokkal körülvéve. A videó megjelenése után Madonna stílusa, és megjelenése divatossá vált a fiatalok körében. A kritikusok megjegyezték, hogy a videóban Madonna narcisztikus és félreérthető karakterben jelenik meg. A dal lírai jelentésétől eltérően "szerencsés csillagnak" nevezte magát. Madonna számos élő fellépésen előadta már a dalt, legutóbb a Rebel Heart Tour turné keretében (2015–2016). De számos előadó is feldolgozta a dalt.

## Előzmények
Madonna 1983-ban felvette első stúdióalbumát a Warner Music producerével Reggie Lucas-szal, és barátjával John "Jellybean" Benitezzel. Azonban nem volt elegendő zenei anyag a teljes album megjelenéséhez. Lucas számos dalt készített az albumra, úgy mint a "Lucky Star", "I Know It", "Burning Up", "Physical Attraction", "Borderline" címűeket. A "Lucky Star"-t Madonna írta DJ Mark Kaminsnak, aki megígérte, hogy játszani fogja a dalt a Danceteria klubban, ahol dolgozik, mint lemezlovas. Azonban Madonna úgy döntött, hogy a dal, melyet "Lucky Starnak" hívott, felkerült a debütáló albumra, mivel úgy vélte, hogy tökéletesen illeszkedik a "Borderline" mellett. Dean Gant szerint a dalban lévő basszusgitár ötlete, és a vokális rész Madonnát dicséri, és a fennmaradó instrumentális részt is Madonna írta Lucas kérésére. A dal felvétele után problémák merültek fel, mert Madonna nem volt elégedett a felvett változattal. Szerinte Lucas túl sok hangszert használt a dalban, és nem vette figyelembe a dalokban lévő elképzeléseket. Ez vitát váltott ki kettejük között, és az album elkészítése után Lucas elhagyta a projektet anélkül, hogy a dalokon változtatott volna. Ezért Madonna Benitezt kérte fel, hogy a készítsen remixet a "Borderline" és "Lucky Star" című dalokhoz, a többi dal mellett. Egy későbbi interjúban Benitez így emlékezett a felvételekre:

Madonna elégedetlen volt a felvételek miatt, de én bementem és megédesítettem a zenéket, adtam még néhány gitárhangot a "Lucky Star"-hoz, valamint néhány hangot, és varázslatot.[...] Én csak azt tettem, amit a legjobbnak láttam, és ez a legtöbb, amit tehettem érte. Amikor visszahallgattuk a "Holiday"-t, és a "Lucky Star"-t, látni kellett volna mennyire meg volt elégedve, hogy a dalok mennyire nagyszerűen hangzottak. "Akarsz neki segíteni?" Akkor légy olyan, mint egy k*rva, a felvételek idején, nagyon jó, és nagyon kreatív."

## Megjelenés és promóció

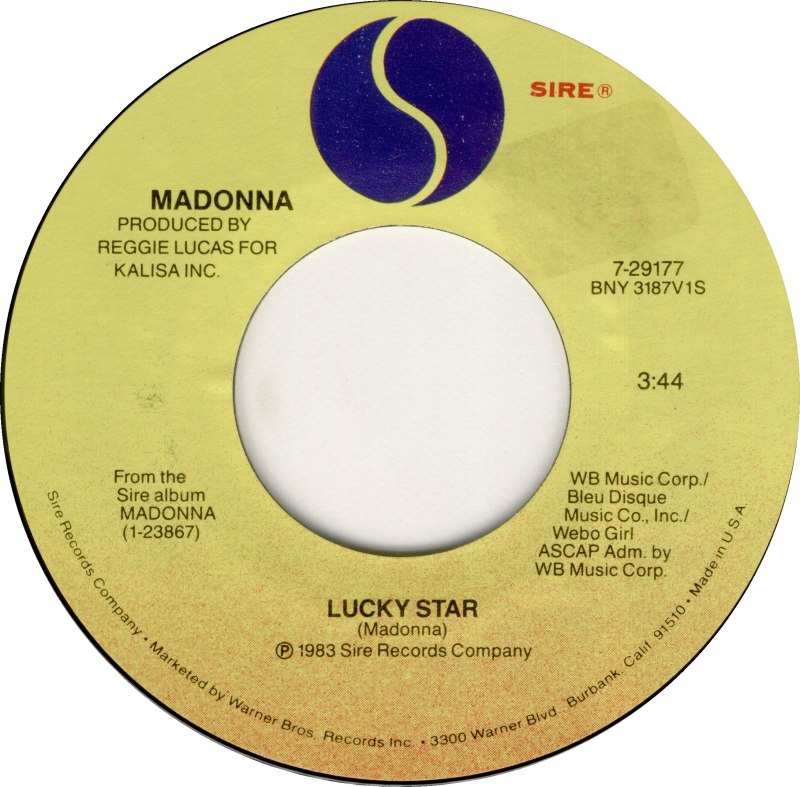
Madonna Lucky Star című kislemeze (US megjelenés)

A "Lucky Star" eredetileg az albumról kimásolt harmadik kislemez lett volna, de a "Holiday" sikerének köszönhetően az Egyesült Államokban ez nem valósult meg, így 4. kislemezként jelent meg. Jeff Ayeroff zenei vezető, aki jelentős szerepet játszott Madonna karrierjében, és zöld utat adott neki, visszaemlékezett arra, hogy Madonna kezdetben nem akarta a "Lucky Star" kiadását. Ayeroff azt monta, hogy abban az időben Madonnának pénzre volt szüksége, ezért mondta neki, hogy jelentesse meg a dalt, és ő garantálja neki azt, hogy elegendő el fog fogyni a lemezből, hogy rendbe jöjjön anyagilag. Neki volt igaza, mert a "Lucky Star" kitörés volt az első albumon.
A "Lucky Star" egy közepes tempójú dal, mely egy szintetizátor hanggal indul, és ezt követik az erős dobgép és elektronikus taps hangzások. A gitár hangzás magas riffben zajlik, és gördülő basszusszint követi a gitár kísérő hangját. A dalban körülbelül egy percig a "Star light, star bright" szavak ismétlődnek, mielőtt a refrén hangzana. Ricky Rooksby szerint a dalszöveg ismétlődő és ostoba. A dalszöveg kétértelműsége, a férfi karakterek egymáshoz viszonyítása körül mozog, mielőtt a mennyei test a égbe kerül. A dal tempója folyamatos, 108 BPM / perc ütemű, és G-dúrral indul. Madonna hangja G3-tól F ♯ 5-ig terjed. A dal alapszekvenciája G-dupla éles-A-dupla éles B ♭ -D-lapos E♭–F♯ alapvető akkordokkal.

## Kritikák
J. Randy Taraborrelli szerző a Madonna életrajzi könyvben a dalt "bolyhosnak", ugyanakkor táncolhatónak, de elfelejthetőnek jellemezte. Azonban megjegyezte a dal leleményességét, mely a tánc és zene közötti természetességet ötvözte. Rikky Rooksby megjegyezte, hogy Madonnának a dalban ravasz hangja van, és összehasonlította Cyndi Lauper hangjával. Simon Gage a Queer könyv szerzője egy "boldog disco dal"-nak titulálta a "Lucky Star"-t. Santiago Fouz-Hernández és Freya Jarman-Ivens a Madonna's Drowned Worlds című könyvükben gratuláltak a dalhoz, és elmondták, hogy olyan dalok, mint a "Lucky Star" és a "Burning Up" (1983) bevezette Madonna stílusát a köztudatba, mely a "vidám tánczene stílusát" hordozza a jövőbeli meleg közönség számára.
Az angol tenor és egyetemi tanár John Potter a The Cambridge című könyvében megjegyezte, hogy a "Lucky Star" egy lágy soul-disco stílusú dal, azonban kritizálta a dal visszhangját, valamint azt, hogy a dal 
túlságosan személyre szabott. Sal Cinquemani a Slant Magazintól megjegyezte, hogy a dal tudatlanul került be az elektronikus pop csillogó csarnokaiba. Bill Lamb (About.com) a dal leírása mellett a "Holiday" és "Borderline" című dalok művészi dance-pop dalok, melyek áttekintést adnak az 1990-es The Immaculate Collection című válogatás albumon. David Browne az Entertainment Weekly-től gratulált a dal remixelt változatához. A rock kritikus Robert Christgau a dalt "áldott"-nak nevezte. Stephen Thomas az AllMusic kritikusa a dalt "pezsgő" dalnak nevezte.

## Sikerek
A "Lucky Star" volt az utolsó kimásolt kislemez az Egyesült Államokban, miután a "Borderline" lett az első Top 10-es sláger. 1984. augusztus 25-én a 49. helyen debütált a dal a Billboard Hot 100-as listán. Végül a dal a 4. helyen állt meg, és 18 hétig volt slágerlistás helyezés. A dal további Billboard listákra is felkerült, így a Hot R&B / Hip-Hop Songs kislemezlistán, a Hot Adult Contemporary slágerlistára is, ahol a 42. illetve a 19. helyezést érte el. A megjelenés előtt a dal már 1. helyezett volt a Hot Dance Music / Club Play listán a "Holiday"-vel együtt. Kanadában az RPM listán a 89. helyen debütált a dal, majd 1984 novemberében a 8. helyre került, és 19 hétig volt listahelyezett. A dal az RPM év végi összesített listáján a 72. helyen szerepelt.
Az Egyesült Királyságban a "Lucky Star" eredetileg az album második kislemezeként jelent meg 1983 szeptemberében az Egyesült Államokbeli megjelenéssel egyidejűleg. Azonban az előző kislemezhez hasonlóan ez sem került fel a slágerlistára az országban. 1984. márciusában a dal újra megjelent, és a 47. helyen debütált az Egyesült Királyság kislemezlistáján, majd három hét után a 14. helyen végzett. A dal 9 hétig volt a slágerlistán. A hivatalos adatok szerint a kislemezből 117.470 példányt értékesítettek az Egyesült Királyságban 2008 augusztusától. Írországban a dal a 19. helyezett volt az ír listákon. Ausztráliában a dal Top 40-es helyezést érte el a Kent Music Report listán. A dal a 36. helyezést érte el.

## Videóklip
A videóklipet Arthur Pierson rendezte, és Glenn Goodwin volt a producere, forgatására 1984 februárjában került sor. Wayne Isham pedig a fényképész volt a klipben. Amikor a dal megjelent, Madonna öltözködése már divatos volt a rajongók és a fiatalok körében. A divatos kiegészítők közül a legszembetűnőbbek a keresztek voltak, melyeket Madonna fülbevalóként, és nyakláncként, valamint karkötőként használt. Madonna megjegyezte, hogy a rózsafűzés és a kereszt viselése lehangoló, de egyben érdekes számára. "Azonban amit csinálok, egy kicsit szemtelenség. Ezen felül úgy tűnik, hogy a kereszt viselését a nevemhez kötik" – mondta Madonna. A valóságban olyan művészek inspirálták, mint Boy George, Cyndi Lauper, vagy David Bowie. Azonban a valóságban Madonna egyéni imázst kívánt létrehozni saját magának. Madonna felismerte videoklipjeinek fontosságát, és népszerűségét az MTV-n, ami 1981-ben indult. Ez nagy szerepet játszott stílusuk kialakításában, és népszerűsítésében.
A Madonna divathullám a "Lucky Star" videóval kezdődött. Madonna a videoklipben fekete ruhát, bokacsizmát viselt, pólójából kilátszott a hasa, valamint rendezetlen haját egy fekete szalaggal kötözte össze. A dalban fényes miniszoknya volt, fülbevalója jobb fülében volt, valamint egy levágott kesztyűt viselt, és gumi karpereceket. Madonna ruháját Erika Belle tervezte, és elismerik munkáját, azonban Mary Cross életrajzíró megjegyezte, hogy Madonna hétköznapiként viseli ruháját a klipben. Mary Lambert a Rhode Island Design Iskola végzős hallgatója úgy döntött, hogy a videoklip rendezője lesz, azonban Arthur Pierson helyettesítette őt a rendezői székben. A Warner Bros. kis költségvetéssel számolt a klip elkészítéséhez, melyben Madonna testvére Christopher Ciccone is feltűnik a videoklipben, mint tartalék táncos. A "Life with my Sister Madonna" című könyvében azt írja, hogy bár csak 200 dollárt fizettek a táncolásért, akkoriban nagyon boldog volt, hogy részese lehet ennek. A videoklip Madonna arcának közeli képével kezdődik, amikor a napszemüvegét az orra alá csúsztatja. Ez a jelenet hasonlított a Lolita karakterére a Stanley Kubrick féle 1962-ben készült azonos című filmben, valamint az Audrey Hepburn szereplésével készült Álom luxuskivitelben című filmre. A klipben a kép ezután elhalványul, és Madonna fehér háttér előtt táncol táncosaival. A videó azzal kezdődik, hogy a kezdeti fekete-fehér képet megismételik, de visszafelé, ahogyan Madonna visszateszi a napszemüveget. A napszemüveg levétele, és felhelyezése egy keretet biztosított a dal számára, mely jellemzi a színpadi előadás kezdetét és végét.
Sally Banes zenetörténész könyvében megjegyezte, hogy Madonna mind alany és mind tárgyként van ábrázolva a dalban, majd hozzátette: A videóban Madonna a napszemüveg levételével filmsztárként jelképezi magát, és így egyértelműen jellemzi magát, és egy narcisztikus témát. Peter Goodwin a "Television under the Tories: Broadcasting Policy 1979–1997" című könyvében megjegyzi, hogy bár a "Lucky Star" nem narratív videó, a klipben Madonna legalább négy karaktert játszik el. A napszemüveges lányt, a break táncos lányt, a társasági táncost, és a csábítót. Minden jellemzés egymás mellé helyezése ábrázolja Madonnát nárcisztikus személyként. A fehér háttér előtt táncoló Madonna testképe felteszi a kérdést, hogy a dalban magához szól, vagy a szeretőjéhez. Goodman szerint Madonna kizárólag saját örömére játssza az erotikus nőt. Cathy Smith a Time magazintól megjegyezte, hogy bár "Madonna szexi, nincs szüksége férfire" [...] egyedül van.
Madonna testvére Christopher Ciccona könyvében azt írta a klipforgatásról: "Madonna február elején arra kért bennünket Erika Belle-vel, hogy táncoljunk a "Lucky Star" videójában, melyet Los Angelesben forgatnak. Elutaztunk Los Angelesbe, mely az első repülőutam volt. Soha nem láttam annyi pálmafát, és napsütést mint akkor. A videót a régi Charlie Chaplin stúdióban készítettük, mely nagyjából ugyanúgy nézett ki, mint annak idejét a 30-as években. A táncolásért 200 dollárt kaptunk, és semmilyen jogdíj nem illetett meg ezzel kapcsolatban. De abban az időben örültünk annak, hogy részese lehetünk a klipnek. Miután vége lett a klipforgatásnak, Madonna, Erika, Martin és Én elmentünk a Studio One klubba, a Rose Tattoo felé, és egész éjszaka táncoltunk.

## Élő előadások
A "Lucky Star" Madonna négy koncertturnéján hangzott el. A The Virgin Tour (1985), a "Who's That Girl World Tour" (1987), a "The Confessions Tour" (2006) és a "Rebel Heart Tour" (2015–2016) előadásain. Az On the Virgin Tour turné végén Madonna a dalt fekete jelmezben adta elő, és a mellény alatt egy felsőt, rojtos könyök hosszú kesztyűt, rojtos miniszoknyát, és alacsony sarkú bőr csizmát viselt. Az egyik fülében ezüst kereszt patté volt. Madonna az eredeti változatát énekelte a dalnak, és a színpad körül táncolt, miközben megmutatta derekát. Az előadást a Madonna Live: The Virgin Tour VHS videokazettán is megjelentették 1985-ben. A "Who's That Girl World Tour" turnén a "Lucky Star" a második dal volt, melyet Madonna előadott. Ekkor fekete melltartót viselt, úgy mint a videoklipben, és a haja platinaszőke volt, mint az "Open Your Heart" című klipben. A "Lucky Star" előadása közben egy disco gömb forgott a színpad fölött, és Madonna és a táncosok ekörül táncoltak, miközben a fény rájuk világított, mint egy csillag. A Ciao Italia: Live from Italy című kiadványon két különböző előadás található, melyet az Torinoi Stadio Communale-ban rögzítettek 1987. szeptember 4-én, valamint a Who's That Girl turné japán állomásán Tokióban a Korakuen Stadiumban 1987. június 22-én.

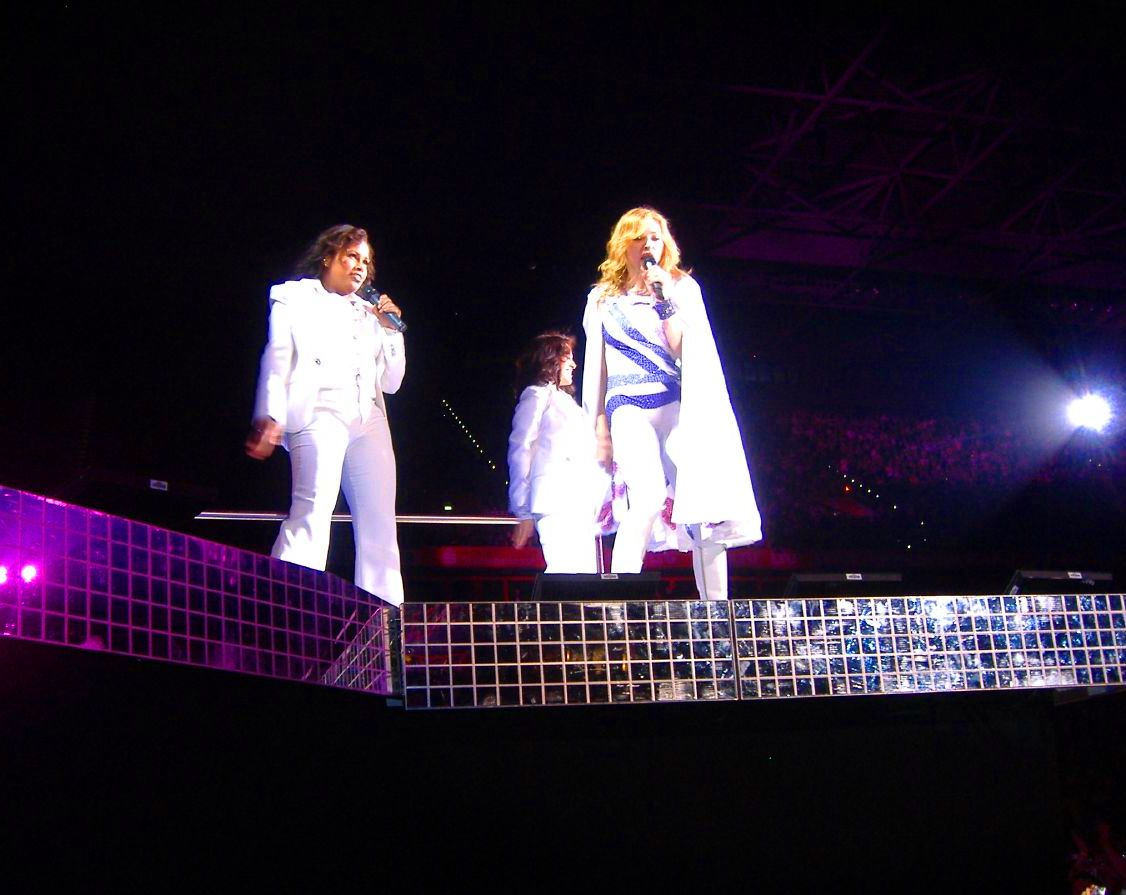
Madonna Lucky Star előadása közben a Confessions turnén (2006)

A Confessions világkörüli turnén a "Lucky Star" előadása közben Madonna egy lila és fehér trikóban látható, melyet Jean-Paul Gaultier tervezett. A La Isla Bonita előadását követően Madonna arccal lefelé fekszik a színpadon. A táncosok körülveszik és a Dancing Queen szót hirdetik. Meghallgatják a "Lucky Star" bevezető introját, majd Madonna feláll, szembenéz a közönséggel. A fény kialszik, és Madonna kinyitja a köpenyét, és felfedi a megvilágított köpeny belsejét. Énekesei csatlakoznak hozzá és együtt táncolnak a színpadon, miközben énekelnek. A dal végén Madonna a "Hung Up" refrénét kezdi el énekelni. Az előadást a The Confessions Tour 2007-ben kiadott CD és DVD is tartalmazza. Ed Gonazales a Silant Magazintól összehasonlította a "Lucky Star" előadásmódját, úgy mintha egy lélek pillangó a disco egébe szállna. A dal azonban még mindig jól hangzik. Thomas Inskeep a Stylus-tól az előadást frissnek nevezte. Christian John Wikane (PopMatters) nem volt lenyűgözve az előadástól, mert úgy érezte, hogy a dal éneklése az új akkordfolyamatokon túl hideg, és ez eredeti elrendezés párosítása az ABBA alapokkal nem a mennyben készült, bár Madonna szűk ABBA-paródia ugróruhája szórakoztató intertextualizáció.

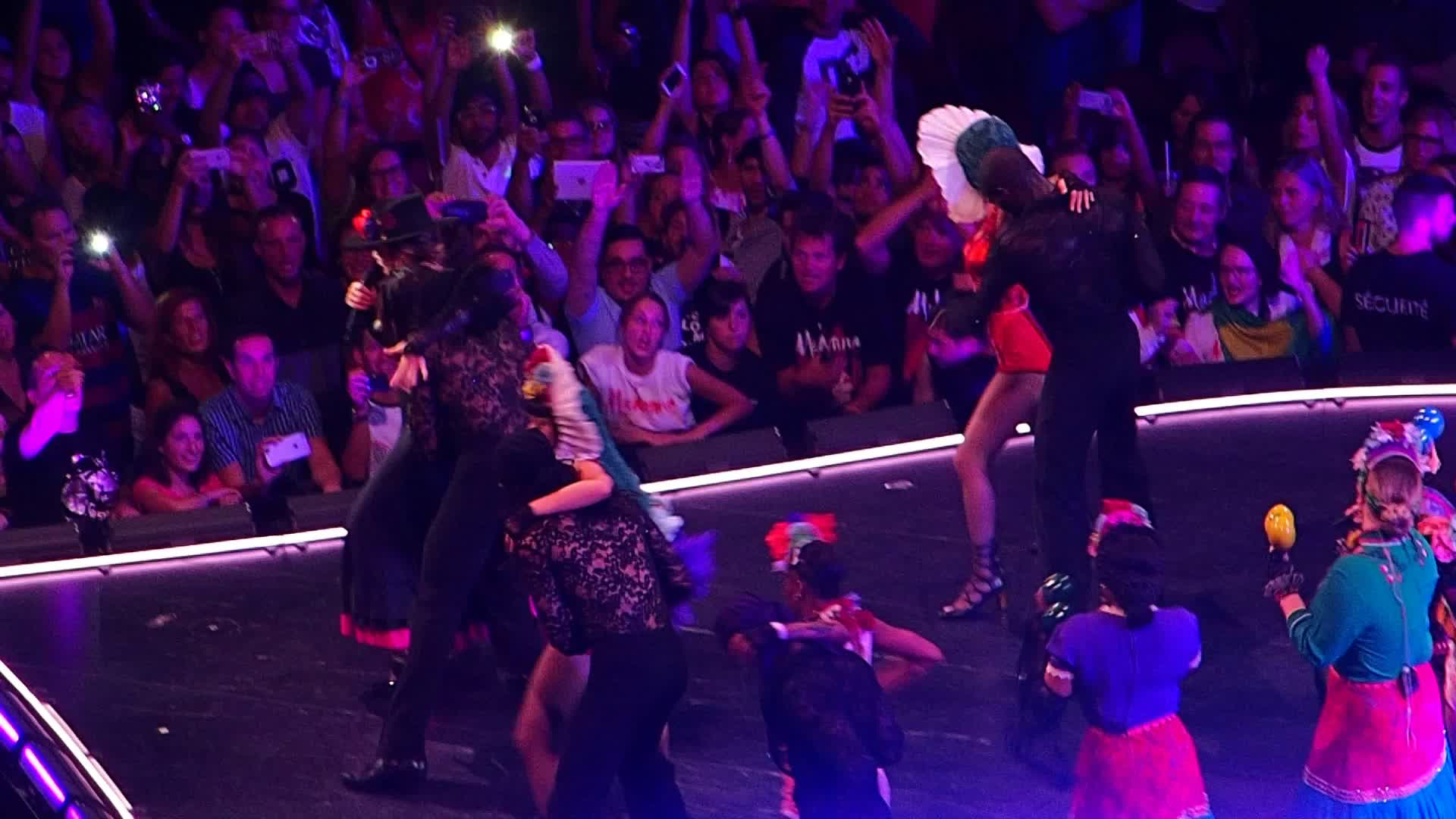
Madonna Lucky Star előadása közben a Rebel Heart turnén Montrealban (2015)

A Rebel Heart Tour turnén a "Lucky Star"-t Madonna flamenco stílusu ruhában énekelte el a "Dress You Up", "Into the Groove2 és az "Everybody" című dalokkal egy összeállításban. A fellépés során az énekesnő latin és cigány ihletésű ruhákba öültözött, melyeket Alessandro Michele készített. Ez Gucci kendőből, flamenco kalapból, csipkéből, szoknyából, és testnadrágból áll.

## Feldolgozások és megjelenések a médiában
A 2000-ben megjelent Virgin Voices: A Tribute To Madonna Vol. 2. a dal trip-hop változatát tartalmazza, melyet a Switchblade Szimfonikus zenekar ad elő. Heather Phares az AllMusic-tól az album egyik legszebb pillanatának nevezte a dalt. A folk stílusú feldolgozást Alexandra Hope vette fel a 2007-es Through the Wilderness című válogatás albumára.
A "Lucky Star" szerepelt az 1988-as Running on Empty című filmben, ahol Phoenix karakaterének zenei osztályában hallható a dal. A 2000-es brit "Blöff" című filmben is felhasználták a dalt, melyet Guy Ritchie rendezett, aki film készítésekor közös gyermeküket várta Madonnával. A "Lucky Star" videójára hivatkoznak az 1994-es Ponyvaregény című filmben is, melyben Fabienne (Maria de Medeiros játssza) azt mondja a barátjának (Bruce Willis játssza), hogy csinál mint Madonna a Lucky Starban.

## Számlista
| - 7" single 1. A. "Lucky Star" (Edit) – 3:50 2. B. "I Know It" – 3:47 - EU/UK 12" single 1. A. "Lucky Star" (U.S Remix) – 5:34 2. B. "I Know It" – 3:44 | - US 12" promo single 1. A. "Lucky Star" – 5:30 2. B. "Holiday" – 6:08 - Németország / UK CD Maxi Single (1995) 1. "Lucky Star" (U.S. Remix) – 7:14 2. "I Know It" – 3:47 |

## Slágerlista
| Slágerlista (1983–84)                              | Legjobb helyezés |
| -------------------------------------------------- | ---------------- |
| Australia (Kent Music Report)                      | 36               |
| Belgium (Ultratop 50 Flanders)                     | 25               |
| Kanada Top Singles (RPM)                           | 8                |
| Kanada Adult Contemporary Tracks (RPM)             | 14               |
| Egyesült Királyság (UK Singles Chart)              | 14               |
| US Billboard Hot 100                               | 4                |
| US Adult Contemporary (Billboard)                  | 19               |
| US Hot Dance Club Songs (Billboard) with "Holiday" | 1                |
| US Hot R&B/Hip-Hop Songs (Billboard)               | 42               |

| Slágerlista (1984)   | Helyezés |
| -------------------- | -------- |
| US Billboard Hot 100 | 66       |

## Közreműködő személyzet
- Madonna – ének, szöveg
- Reggie Lucas – producer, dobprogramok, Oberheim DX tapsgép
- John "Jellybean" Benitez – mix
- Fred Zarr – szintetizátorok, elektromos és akusztikus zongora
- Dean Gant – szintetizátorok, elektromos és akusztikus zongora
- Ira Siegal – gitárok
- Leslie Ming – dobok
- Bobby Malach – tenorszaxofon